# 原田明 (分析化学者)
原田 明（はらた あきら、1949年 - ）は分析化学者。工学博士。2003年12月より九州大学総合理工学研究院エネルギー物質科学部門分子物性計測学講座教授。

## 略歴
長野県茅野市出身。長野県諏訪清陵高等学校を経て、東京大学工学部を卒業したのち、同大学院工学系研究科修士課程・博士課程を修了。1990年東京大学工学博士 「光熱変換過程を利用する新計測法の関発研究 」。日本学術振興会特別研究員を経た後、1990年8月より東京大学で助手に就任。1997年5月より九州大学助教授となったのち教授へ昇進した。2015年から総合理工学研究院・総合理工学府の研究院長・学府長を務め改組を牽引。2020年4月より九州大学副学長（筑紫地区調整担当）、同年10月より、副学長（調整統括、アジア・オセアニア研究教育機構、スーパーグローバル大学創成、筑紫地区調整 担当）、アジア・オセアニア研究教育機構・副機構長、2024年10月より総長補佐。

## 研究分野
レーザー応用分光学、分析化学、物理化学の観点から以下のテーマについて研究活動を行っている。
- 分光学的計測法による化学反応の超高感度分析法
- 太陽光エネルギー利用などに関わる新素材の開発
- 生細胞を対象とした生命現象の解析

## 所属学会
- 日本化学会
- 日本分析化学会
- 応用物理学会
- 日本表面科学会
- 日本分光学会
- 日本放射線化学会
- 分子科学会
- アメリカ化学会